# ボンバーマン (ニンテンドーDS)
『ボンバーマン』（BOMBERMAN）は、2005年5月19日にハドソンより発売されたニンテンドーDS用アクションゲーム。

## 概要
ハドソンのニンテンドーDS参入第1弾ソフト。
ニンテンドーDS用のボンバーマンシリーズ第1弾として、2画面、マイク、タッチパネルといったDSの機能を使ったゲームとなっている。

## ストーリー
世界の果てにある神秘さと不気味さを兼ね備えた、不思議な輝きを持つ巨大な水晶「ボムクリスタル」が世界各地で起こる異常現象と共に粉々に砕け散ってしまった。そしてその中から凶暴なモンスターたちが現れ、恐怖と絶望が瞬く間に世界を覆い尽くした。そんな中、「ボンバーマン」という一人の少年が立ち上がった。世界の平和を取り戻すために、ボンバーマンはモンスターの住処となった「ボンバー・タウン」へと旅立つ。

## ノーマルモード
バラバラになってしまった「ボムクリスタル」を回収するため、全10エリア・100ステージをクリアしていくストーリーモード。ステージで拾ったアイテムをいつでも（ボーナスステージ･ボスステージ以外）そのアイテムのアイコンをタッチすることで使用できる。
各ステージは、ステージ開始前画面でスタートボタンをタッチすることで始まる。ステージ開始直前画面時にアイテムを装備させることもできステージの最初からアイテムを使用した状態でスタートとなる。ステージ開始直前画面時に装備させたアイテムはスタート前ならBボタンでキャンセルすることもできる。
ステージにいる敵を全て倒した上で、ソフトブロックに隠された出口を見つけ出して出口に入ればそのステージはクリアとなる。もちろん、出口を敵を全滅させる前に発見することもあるが入れない。各ステージにはステージごとに制限時間が設けられており（アイテム「時計」で延長可能）、残りタイムがなくなるとステージに大量の敵が現れる（ボーナスステージ・ボスステージは例外）。また、出現した出口に誤って爆風を当ててしまうと、ペナルティーとして敵が1体出現する。
各エリアステージ5のクリア後にボーナスステージが出現。無敵状態となって30秒以内に下画面にいる敵を全滅させると、上画面に移動でき、制限時間までアイテムをたくさん取れる。制限時間がなくなるとボーナスステージ終了となり、データが自動的にセーブされる。
各エリアの9ステージをクリアすると、ボスステージとなる。ボスを倒すまでは、制限時間は設定されない（残り時間のところには「∞」と表示される）。また、ボスステージは上下2画面を使用し、アイテムは使用できない（もしアイテムを使う場合は、開始前にあらかじめ使用する必要がある）。ボスを倒すと、ボーナスステージ同様、アイテムが出現し、制限時間10秒以内で回収できる。こちらも制限時間がなくなるとボスステージクリアとなり、自動セーブされた後、次のエリアに進める。
ボーナスステージ・ボスステージクリア後の自動セーブのほかに、ステージ開始直前画面で中断ボタンをタッチするとそこまでのデータを一時的にセーブし、セーブデータ選択画面で再開ボタンをタッチすると、中断したところから再開できる（再開ボタンを押すと中断データは削除される）。
エリア1 ボンバータウン
ボンバーマンが住んでいた町。最初のエリアだけあって、これといったものもない。大半のバトルステージの構造はここがモデル。バロムなどのおなじみの敵がこのエリアの大半を占める。
エリア2 遺跡
ボンバーマンの顔をかたどった遺跡。このエリア以降から、ソフトブロックだらけ、かつ時間が少ない面が登場し、貫通ボムや時計と言ったアイテムの使い方がカギとなる。
エリア3 海賊船
ボムに擬態する敵が登場するようになり、出した出口を攻撃されて、敵を出してしまう事態が起きやすい。そのため、ミスを減らしたり、ハートを無駄遣いせずに進めるかがポイントとなる。
エリア4 砂漠
ソフトブロックをすり抜ける敵が多い。ハードブロックが入り組んでるところが増え、うまく立ち回らないと、自滅しかねない。
エリア5 墓場
幽霊系の敵が多い。エリア2から登場したソフトブロックだらけのステージがこれ以降1エリアにつき2ステージ存在するようになる他、ステージ端以外は上半分と下半分がハードブロックで区切られているステージも存在し、効率よくブロックを壊さないと、時間不足になりやすい。
エリア6 森
植物系の敵が多い。ハードブロックの配置がより複雑になり、爆風をよけられると思った場所でも爆風が広がってきて、ミスしやすくなっている。
エリア7 氷山
氷系の敵が多く、ボムを移動させたり、ボムの火力を最低にしてしまう敵がいる。
エリア8 火山
炎系の敵が多く、ボムに引火させて勝手に爆発させたり、貫通ボムに擬態する敵がこのエリアのほとんどを占める。
エリア9 城
大型の敵や、ソフトブロックを作る敵が多く、時間も少ないステージがほとんど。そのため、何度も攻撃しないと倒せなかったり、ソフトブロックに囲まれてしまうことが多い。
エリア10 ボムクリスタル跡地
最終面だけあって、最大火力のデンジャラスボムに擬態する敵や、倒すとボムになる敵、倒すと飛んでいき、のんびりしていると自分の上に落ちてくる敵など、ミスを誘発させる敵が多い。なお、ラスボス撃破後のセーブがなく、ファイルの達成率は95％（10-ボーナスステージクリア）が限界である。

## バトルモード
DSダウンロードプレイにより、1本のソフトで8人までの同時対戦が可能（1人でも、COMを1人以上入れればプレイできる）。トンネルによって往来できる上下2画面のステージ（上画面しか使わないステージも存在する）で構成されている。バトル開始前にアイテムを入手できるスロットも任意で選べるほか、開始前にハンデなどのルールが設定できる。
個人戦だけでなくチーム戦も可能で、COMを含め1チーム最大4人で自分の好きなプレイヤーと組める。ここでは2P～8Pの子機も、自分の好きなチームを構成できる。なお、残った味方の数で競うことはない。もちろん、味方を攻撃すると攻撃を受けたプレイヤーはミスとなる。
設定項目は以下の7つ。ステージによっては変更できない項目も存在する。
セット･･･勝負決定に必要なトロフィー（各バトルで勝つともらえる）の数を1～9の間で設定できる。なお、2位以下がトロフィー数で並んだ場合は、そのプレイヤーが自分のボムによる爆風で倒した相手の数（みそボンによる爆破と、味方への攻撃は除く）で順位を決め、それでも同じなら同順位となる。
サドンデス･･･「あり」の場合、タイムアップ40秒前からハードブロック（プレッシャーブロック）が下から埋め尽くされ、押しつぶされると、負けとなる。ステージの仕掛けを使って飛び乗ることもできるが、この場合もミスとなる。
みそボン･･･みそボンの有無を設定する。「あり」「スーパー」の場合、倒されても、画面下からボムを投げて邪魔できる。「スーパー」の場合、自分が投げたボムで相手（チーム戦での味方プレイヤーも含む）を倒すと、相手を倒した場所からバトルに復帰できる。みそボンのボムの威力は上下左右1マスずつ。また、ボムが表示されているときに、マイクに声を吹き続けると、デンジャラスボムにパワーアップする（威力は周囲1マスずつ）。残り40秒になるとみそボンは退場する。
ドクロ･･･ドクロアイテムの有無を設定する。
タイム･･･バトルの制限時間を1分～9分の間を1分刻みで設定。
スロット･･･「あり」の場合、バトル開始前に自動でスロットが回り、出た絵柄によって様々なアイテムを獲得できる（同時に複数のアイテムをもらうこともできる）。獲得したアイテムは、スタート時に装備され、みそボンから復帰した場合でも、装備は維持される（後述のハンデ機能も同じ）。もちろん、COMや対戦相手もスロットでアイテムを獲得する。獲得できるアイテムと絵柄は以下のようになっている。
「ボムアップマーク」･･･ボムアップ（複数出た場合は、出た個数分獲得）
「スピードアップマーク」･･･スピードアップ（複数出た場合は、出た個数分獲得）
「ファイアーアップマーク」･･･ファイアーアップ（複数出た場合は、出た個数分獲得）
赤い「7」が横一直線に3つ並ぶ･･･リモコンボム・貫通ボム・ボムキック・地雷ボム の中からランダムで1つ
青い「7」が横一直線に3つ並ぶ･･･ボムパンチ・パワーグローブ・ボムキック・ボヨヨンボム の中からランダムで1つ
黒い「7」が横一直線に3つ並ぶ･･･フルファイアー・ラインボム・パワーボム・ボムパンチ の中からランダムで1つ
ポジション･･･スタート位置を固定するかランダムにするかを設定。
ハンデ機能･･･特定のプレイヤーに最初から持たせたいアイテムを6つまで設定できる（パワーダウンアイテムを持たせることもできるが、デンジャラスボム・ドクロ・？アイテムは持たせることができない）。前述のスロットで獲得したアイテムとハンデで持たせたアイテムが使用ボタンと重複した場合、スロットで獲得した側が優先される。
バトルの勝利条件は以下の3つ。
- ノーマル - ライバルをボムで倒し、最後まで生き残れば勝ち。タイムアップ時に2人以上（チームメイト同士は除く）残るか、残ったプレイヤーがほぼ同時にミス（最後の相手を先に倒していても、終了のサインがなるまでにミスした場合も含む）して、ステージ上に誰も居なくなると引き分け。
- クラウン - 王冠までの道をボムで開けていき、最初に王冠をとったら勝ち（チーム戦の場合、王冠を取ったプレイヤーが属するチームの勝利）。残り1人（チーム戦の場合は残り1チーム）になると、ソフトブロックがすべて壊れる。
- パネル - 爆風でプレイヤー毎の色に床を塗り替えていき[3]、タイムアップ時か、プレイヤーが全滅した瞬間の床の色が一番多いプレイヤーもしくはチームが勝利。2人（2チーム）以上が同数で1位の場合は引き分け。

### バトルステージ
ステージ上にさまざまな仕掛けが施された個性あふれる29+1ステージが遊べる。なお、上下画面をつなぐドカンは、例外を除き6本ある。
ノーマル
シリーズおなじみの一般的なステージ。
クラシック
ボム･ファイアー･スピード･キックのみで戦うステージ。サドンデスがないので、引き分けになることが多い。
サウンドリモコン
ボイスでリモコンボムを起爆するステージ。リモコンボムは最初から持っていて、リモコンボムに上書きされるアイテムは登場しない。
サウンドボム
ボイスでボムを設置するステージ。
サウンドシールド
ボイスでシールドを起動するステージ。シールドは最初から持っている。
シールド
シールドを最初から持っているステージ。シールドに上書きされるアイテムは登場しない。
ドクロ
ドクロが大量に隠されているステージ。ルール設定で、ドクロ項目の変更は不可。
なぞなぞアイテム
ソフトブロックの中身が？アイテムだけ（ただし、ボンバーマンが倒されたときに放出するアイテムは中身が分かる）のステージ。
いだてん
歩行速度が最高速の状態でスタートするステージ。スピードアップは登場せず（スロットでスピードアップが出ることはあるが、実質的にハズレ）、下駄やドクロのスピードダウン効果は致命傷となりやすい。
ドカン
中に隠れられるドカンが上下画面4つずつ、計8つ存在するステージ。
いっぽん
上下画面をつなぐドカンが1本しかないステージ。そのため、サドンデス「あり」でプレッシャーブロックが降ってくる際、下画面側のプレイヤーは脱出口でもあるドカンにボムを仕掛けられて封鎖されるといった苦戦を強いられることが多い。
さんぼん
上下画面をつなぐドカンが3本しかないステージ。「いっぽん」程ではないが、同じ理由で下画面のプレイヤーは苦戦を強いられがちである。
ベルコン
ボムやプレイヤーを動かすベルトコンベヤー（方向・スピードは変化しない）が設置されたステージ。上下画面をつなぐドカンは2本である。
カラクリ
上下画面をつなぐドカンが1本もない代わりに上下画面に4個ずつカラクリ床が設置されたステージ。カラクリ床を踏むと、違う画面のカラクリ床から出てくる（どこに移動するかは一定）が、スピードがある程度あるとカラクリ床をスルーすることもできる。カラクリ床から出てボムを踏み、壁を越えて逆戻りする裏技があるが、場外に出てしまうとミスになる。同様にプレッシャーブロックに飛び乗ってもミスとなる。
キックドカン
ステージ「ドカン」に、キックしたボムの移動方向を変える仕掛け（矢印の向きへボムを流し、途中で方向が変わることはない）が追加されたステージ。ボムキックは最初から持っている。矢印を利用して、ボムアップ一個だけでデンジャラスボムを作ることもできる（ただし、これを使って敵を倒しても自分の撃破とは扱われない）。
シーソー
上下画面の左右端に3つずつ、計12個のシーソーが設置されたステージ。シーソーはプレイヤーが乗ることで操作でき反対側のプレイヤーやボムを投げ飛ばし、プレイヤーを場外に追い出すと倒せる（爆風で倒したことにはならないため、自分の撃破とは扱われない）。プレイヤーが乗るだけでなく、ボムキックなどで移動させたボムがシーソーに乗っても作動するので、みそボンから間接的に倒されたり、うかつにパワーグローブを使用すると自滅しかねない。
フルパワー
ソフトブロックが存在せず、全員最強状態（ボム・スピード・ファイアー各レベル8の装備）で始まるステージ。
アイテムざくざく
上下画面それぞれの中央にアイテム（？アイテムやパワーダウンアイテムも混じっている）がまとまって置かれているステージ。もちろん、アイテムは早い者勝ち。また、ハードブロックが1つもなくソフトブロックはすべて空。すばやくアイテムを回収するだけでなく、自分の得意な装備を取れるかで勝負が左右される。
ミニミニ
上画面だけ使ってバトルするステージ。下画面は使わないため、当然ドカンはない。
はらっぱ
ハードブロックをすべて取り除いたステージ。炎を避ける安全地帯がない上に、フルファイアーが出やすいので、のんびりしていると爆風を喰らいやすい。
トゲトゲ
ハードブロックの代わりに一定間隔でトゲが出る仕掛けが置かれているステージ。現れたトゲに触れてもミスになる。トゲが出ていない仕掛けは普通に抜けられる。もちろん、トゲが出る仕掛けもボムの爆風はすり抜けるので、炎を避ける安全地帯がない。「はらっぱ」同様、フルファイアーが出やすい。
クラウン
上画面の一番上に置かれたクラウン（王冠）を最初に取ったプレイヤーが勝者となるステージ。なおクラウンバトルでは全員下画面の一番下からスタートとなる。
ギンギンクラウン
プレイヤー全員が最強状態でスタートし、ハードブロックの代わりに、プレイヤーは通過できないが爆風がすり抜けるブロックが置かれているステージ。それ以外は、ステージ「クラウン」と同じ。アイテムはパワーダウン系のみ。
かいてんクラウン
クラウンがベルトコンベヤーに流されているステージ。それ以外はステージ「クラウン」と同じ。
パネル
爆風で地面の色を自分のカラーに塗り替え、時間切れか全滅時に最も多いカラーを持つプレイヤーが勝者となるステージ。
キックパネル
ステージ「キックドカン」に設置されていたボムの流れる向きを変える仕掛けが置かれたステージ。ボムキックは最初から持っている。また、上下画面をつなぐドカンが4本存在する。それ以外はステージ「パネル」と同じ。
ゾンビパネル
倒されてもすぐに復活できるが、取ったアイテム（ハンデ機能・スロットで獲得したアイテムは除く）をステージ上にばら撒き、自分のカラーの床はすべてリセットされるステージ。それ以外はステージ「パネル」と同じ。
ばくだんボンボン
ボムを一定間隔で1個ずつばら撒く仕掛けが上下画面に2つずつ、計4つ設置されたステージ。撒き散らされるボムは方向（縦・横の4方向）や仕掛けからの距離はランダムで、威力は上下左右1マスずつである。仕掛けはハードブロックと同じ扱いで爆風は通過しない。
バロム
敵キャラ「バロム」もステージをうろついているステージ。バロムに触れてもミスとなる。バロムはボムの爆風で倒せるが、他の場所から出現する。
ランダム
バトルステージが1試合終わるごとにランダムで決定されるステージ。設定できる項目はセット数のみである。

## アイテム
ソフトブロックを壊していくとアイテムパネルが出現し、取ることでボンバーマンがパワーアップする（ノーマルモードではストックされ、タッチして使用する）。使用ボタンが重なる☆や★マーク同士は、重複せず、後から取った（ノーマルモードではタッチした）アイテムが優先される。なお、出現したアイテムに爆風を当てるとドクロ以外は消滅する（ペナルティーの敵は出ない）。
ボムアップ
同時に設置できるボムの数が1つ増える。最大8つ。
スピードアップ
ボンバーマンの足の速さが1段階上がる。最大レベル8。
ファイアーアップ
ボムの火力が1ブロック分伸びる。最大レベル8。
フルファイアー
ボムの火力が最大になる。厳密には、ファイアーアップ7個分と同等。ノーマルモードではエリア2以降にならないと入手できない上に入手機会も他のアイテムに比べるとかなり少ない。バトルモードでは、ハードブロックがないステージにおいて出やすい傾向がある。
リモコンボム☆
1ステージのみ、設置したボムをBボタンで起爆できる（Bボタンを押さなくても、他のボムなどの爆風で誘爆する）。よほどのことがない限り、自爆の危険が少ないためボス面では重宝し、初心者にも扱いやすいボム。しかし逆に言えば、対戦相手にとっても扱いやすく、対戦相手に使われると非常に危険（ただし、まれにCOMも自爆することがある）。なお、バトルモードでリモコンボムを設置し爆発させずにミスした場合、不発弾となって一種の障害物になる（みそボンで復帰した場合でもBを押しても爆発しないが、前述の誘爆で撤去可能）。
貫通ボム☆
1ステージのみ、ボムの炎がソフトブロックを貫通する。ソフトブロックをまとめて壊せるのでアイテム回収や、ソフトブロックが多い面では重宝する。
パワーボム☆
1ステージのみ、1発目のボムの火力が最大となる。ファイアーアップが不足したときに有効。
地雷ボム☆
1ステージのみ、1発目のボムが地面に隠れ、敵（低空飛行するザコ敵でも反応する）や他のボンバーマンが踏んだり、ボムなどの爆風に巻き込まれると数秒後に爆発する。移動が複雑で仕留めづらい敵や、ドカンの中に仕掛けて対戦相手に不意打ちをかける時に重宝する。
デンジャラスボム☆
1ステージのみ、1発目のボムの炎が四角に広がる。また、バトルモードのハンデやスロットで最初から持たせることはできない（おそらく、フルファイアーと一緒に使用するとバトルスタート位置から爆風で逃げられなくなるためと思われる）。COMに対しても斜めへの攻撃が決まりやすい（逆に言えば、爆風の範囲を考えないと自爆しやすい）。設置場所にもよるが、両方向から爆風が広がるため、シールドも無効にできる。
ボムキック
1ステージのみ、直接触れることでボムを蹴ったり、LボタンかXボタンで蹴ったボムを止められる。
ボムパンチ★
1ステージのみ、Yボタンで目の前のボムを2ブロック先へ飛ばせる（そこがブロックなどでふさがれている場合はさらに2ブロック先）。ボヨヨンボムの場合は、不規則に何回か跳ねた後、設置される。
ラインボム★
1ステージのみ、Yボタンで向いている方向にボムを直線的に設置できる。
パワーグローブ
1ステージのみ、自分が立っている位置にあるボム（他のプレイヤーが設置したボムでも可）をAボタン押しっぱなしで持ち上げ（持ち上げているときは爆発しない）、ボタンを離すと2ブロック先（そこがブロックなどでふさがれている場合はさらに2ブロック先）にボムを投げ飛ばせる（ボヨヨンボムの場合は不規則に何回か跳ねた後、設置される）。ただし、ドカンの中では機能せず、ボムを持ち上げた状態で入っても入り口に置いてしまう。
シールド★
任意の一定時間Yボタンを押すことによって正面の炎を防げる。
メガネ（ノーマルモードのみ）
1ステージのうち、アイテムと出口の位置が分かる。
壁抜け（ノーマルモードのみ）
一定時間、ソフトブロックをすり抜けられる。ただし効果が切れたときにソフトブロックと重なっているとミスになる。
ボム抜け（ノーマルモードのみ）
一定時間、ボムをすり抜けられる。ただし、使用中はボムキックが使えない。
無敵（ノーマルモードのみ）
一定時間、敵の攻撃やボムなどの炎に対して無敵となる。これも、エリア2以降にならないと入手できない。しかし入手機会はフルファイアーより多い。
ファイアースーツ（ノーマルモードのみ）
一定時間、ボムなどの炎に対して無敵となる。もちろん、無敵に比べると入手機会が多い。
ハート（ノーマルモードのみ）
1ステージのみ、1回のミスを防げる。すべてのピンチの状況で使える便利アイテム。
時計（ノーマルモードのみ）
そのステージの残り時間を1分追加。時間が足りないときに使用するのがほとんど。タイムボーナス狙いにも使える。
1UP（ノーマルモードのみ）
ボンバーマンのライフを1追加。ストックされず、取った瞬間効果が出る。残りライフが9の場合は何も起きない。これを取る以外にも、スコアをある程度取っても1UPできる。
ボムダウン（バトルモードのみ）
同時に置けるボムの数が1つ減る（0にはならない）。要するにパワーダウンアイテム。
下駄（バトルモードのみ）
ボンバーマンの足の速さが1段階下がる（0にはならない）。取ったときのボイスでは、「スピードダウン」と言われる。要するにパワーダウンアイテム。
ファイアーダウン（バトルモードのみ）
ボムの火力が1ブロック分減る（0にはならない）。要するにパワーダウンアイテム。
ドクロ（バトルモードのみ）
病気状態（詳細は後述）になり、ボンバーマンの能力が一定時間下がる（自分の場合は紫色のモヤが表示される）。ボムによる爆風・ボムキック等の押しつぶしといったボンバーマンができるあらゆる手段をもってしてでも2ブロック分移動するだけで消せない（消すにはプレッシャーブロックに潰されるのを待つしかない）。バトル前の設定で出現させるかどうか変更できる（変更できないステージも存在する）。
ボヨヨンボム（バトルモードのみ）
キックすると爆発するまで壁を往復し、パンチやパワーグローブによる投げつけの場合は不規則に跳ねるボムになる。キックしたとき、壁を往復するのを利用して、跳ね返ってきたボムと、2つ目に蹴ったボムがぶつかって融合すると、最大火力のデンジャラスボムになる（しかし、このボムに擬態する敵がノーマルモードに存在するためか、その爆風でプレイヤーを倒しても、自分の撃破とは扱われず、パネルバトルではパネルの色も変化しない）。
 ?（バトルモードのみ）
ランダムで効果が生じる。どの効果が生じるかは、取ったときのボイスでわかる。もちろん、パワーダウンアイテムやドクロの可能性もある。

### 病気状態
バトルモードのみ登場するアイテム「ドクロ」をとることで生じる状態。治すためには、他のボンバーマンに触って移す（すでに病気のボンバーマンには不可。逆に自分に触れられると自分が病気状態になる）、一定時間の経過といった手段がある（倒されても病気状態は回復し、一定時間の経過と同じくステージのどこかにドクロアイテムが再度出現する）。病気状態は4つに分類され、どれになるかはランダムである（他のボンバーマンから移されたときも同様）。
スピードダウン（鈍足病）
歩行速度がとても遅くなる。スピードアップを取っても治らない上、スピードレベル1よりも遅い。
置けない（便秘・設置不能）
ボムを置けなくなる。ボムアップを取っても治らない。
げり（下痢）
ボムが勝手に同時に置ける分だけ置かれる（ボムアップを多く取っているほど危険）。余談だが、パワーグローブでボムを持ち上げると、持ち上げている間は自動設置を回避できる。
硬直
一定間隔で数秒間動けなくなる。この状態になっていなくても、パワーグローブ･ボムパンチで飛ばされたボム、みそボンから飛ばされたボムがプレイヤーに直撃しても、数秒間動けなくなる。